# 정간공 이명 묘역
정간공이명묘역(貞簡公 李蓂 墓域)은 서울특별시 노원구 월계동에 있는, 조선 중기의 문신 정간공(貞簡公) 이명(李蓂)의 묘역이다. 1983년 11월 11일 서울특별시의 유형문화재 제55호로 지정되었다.

## 정간공 이명
묘역에 있는 신도비 비문에 이명의 관직생활 및 그의 성품 등에 관하여 잘 기술되어 있다. 이명의 자는 요서(堯瑞), 호는 동고(東皐), 본관은 예안(禮安)이다. 연산군 2년(1496) 4월 19일 연산현감(連山縣監) 이보간(李輔幹)의 아들로 태어나 중종 20년(1525) 사마시에 합격했고, 1528년 문과에 급제하여 승문원 권지(權知), 예문관 검열(檢閱) 등을 거쳐 성균관 전적(典籍)으로 옮겼으며, 다시 병조·예조좌랑이 되었다. 1536년 서장관(書狀官)으로 명나라에 다녀왔고, 이듬해 사헌부 지평(持平), 호조 정랑(正郞), 시강원 필선(弼善), 1538년 홍문관 교리(校理) 등을 지냈으며, 1539년 북도(北道)에 흉년이 들자 이를 구제하기 위해 나갔다. 그 뒤 홍주목사와 담양군수로 나아가 치적을 쌓았고, 그 뒤 전한(典翰)에 임명되고 얼마 뒤 직제학(直提學)으로 승진하여 동부승지ㆍ우부승지를 지냈으며, 1547년 대사간, 1548년 부제학에 임명되었다.
1550년 춘추관·성균관 동지사(同知事)를 겸임하였고, 그해 겨울 황해도 안렴사(按廉使)로 나갔으며, 1552년 대사헌에 임명되나 언사(言事) 문제로 파직되었다. 1553년 이조참판을 거쳐 이조·호조·공조판서, 1557년 의정부 좌참찬으로 세자빈객(世子賓客)을 겸임했다. 1559년 우찬성이 되었고 1561년 좌찬성으로 옮겨 명종 19년(1564) 대광보국숭록대부에 올라 우의정이 되었다. 이듬해 70세 때 왕으로부터 궤장( 杖)을 하사받았고 그 해 가을 청백리(淸白吏)에 녹선되었다. 1566년 좌의정이 되었고 그 뒤 퇴직을 요청했으나 윤허되지 않았다. 이듬해 명종이 승하하고 선조가 즉위하자 간곡히 사직을 주청하여 영중추부사로 물러났다가 선조 5년(1572) 8월 6일에 77세로 사망했다. 그 해 10월 양주(楊州) 서쪽 해촌(海村)의 예안이씨 선영에 묻혔다. 시호는 정간(貞簡)이다.
부제학 시절인 명종 3년(1548) 이기(李芑)가 정권을 휘두르면서 선비들을 핍박하자 대사헌 구수담(具壽聃)과 함께 의(義)를 주장하며 이를 배척하였고, 이조참판 시절인 명종 8년에는 위험을 무릅쓰고 을사사화(乙巳士禍) 때 억울하게 죄를 뒤집어쓴 사람을 구제하라고 주청하기도 했다.

## 신도비
신도비는 선조 7년(1574) 5월 묘역에 건립되었다. 화강암제 대좌(臺座) 위에 대리석제 비신(碑身)을 얹은 형태인데, 대좌 윗면에 연꽃무늬를 새기고 옆면에 안상(眼象)을 새겼다. 비문은 외아들 이응로(李應老)의 부탁으로 이조판서 김귀영(金貴榮, 1519∼1593)이 지었고 비문과 머리전서[頭篆] 글씨는 병조좌랑 심충겸(沈忠謙, 1545∼1594)이 썼다. 신도비 북쪽의 산중턱에 위치한 묘소에는 문관석 2기, 석등 1기, 묘갈 1기, 망주석 2기의 석물이 있다. 이밖에 이명의 묘소 남쪽의 건너편 산줄기에는 그의 증조부·조부·부친의 묘가 위아래로 가지런히 위치하고 있다.

## 같이 보기
- 이명

## 참고 자료
- 정간공이명묘역 - 국가유산청 국가유산포털

 본 문서에는 서울특별시에서 지식공유 프로젝트를 통해 퍼블릭 도메인으로 공개한 저작물을 기초로 작성된 내용이 포함되어 있습니다.